# Goose house Phrase ＃03 Wandering
『Goose house Phrase #03 Wandering』（グース ハウス フレーズ スリー ワンダリング）は、Goose houseの通算3作目のアルバムである。2012年5月23日に発売された。

## 概要
前作『Goose house Phrase #01』より約1年ぶりのリリース。
ユニット初のフル・アルバムで、アルバムタイトル「Wandering」にちなんだ「迷いながらもしっかりと前へと進んで行くためのストーリー」を描いた全12曲が収録されている。全曲シェアハウスで録音された。
5月14日付のオリコン週間アルバムランキングで初登場61位を獲得。

## 収録曲
- 全曲作詞・作曲：Goose house

1. 胸騒ぎナビゲーション [4:48]
竹渕慶と神田莉緒香は「ドライブで聴きたい曲」としている[5]。
2. Altair 〜言えずのI LOVE YOU〜 [5:11]
3. 猫のプシュケ [3:56]
この楽曲を原作とした同名の絵本が、翌年の6月に発売された[6]。
4. 待宵草 [5:05]
5. VOICE [4:57]
6. A・C・T・I On [4:05] 
ヒューマンビートボックスは工藤秀平が担当。
7. photograph [4:27]
8. 言わせないでよ [3:53]
9. Color [4:37]
10. days [4:39]
11. Sing 2012バージョン [4:17]
1stアルバム『Goose house Phrase #01』にも収録されていたが、本作にはマナミと沙夜香加入後の最新バージョンで収録されており、アレンジも大幅に変更されている。
12. バースデーソング [4:44]
女性メンバー5名での歌唱[5]。